# Aegus kirsteni
Aegus kirsteni là một loài bọ cánh cứng trong họ Lucanidae. Loài này được Schenk mô tả khoa học năm 2002.